# Tunong Paya Kreub
Tunong Paya Kreub is een bestuurslaag in het regentschap Aceh Timur van de provincie Atjeh, Indonesië. Tunong Paya Kreub telt 85 inwoners (volkstelling 2010).